# Baltromiškė

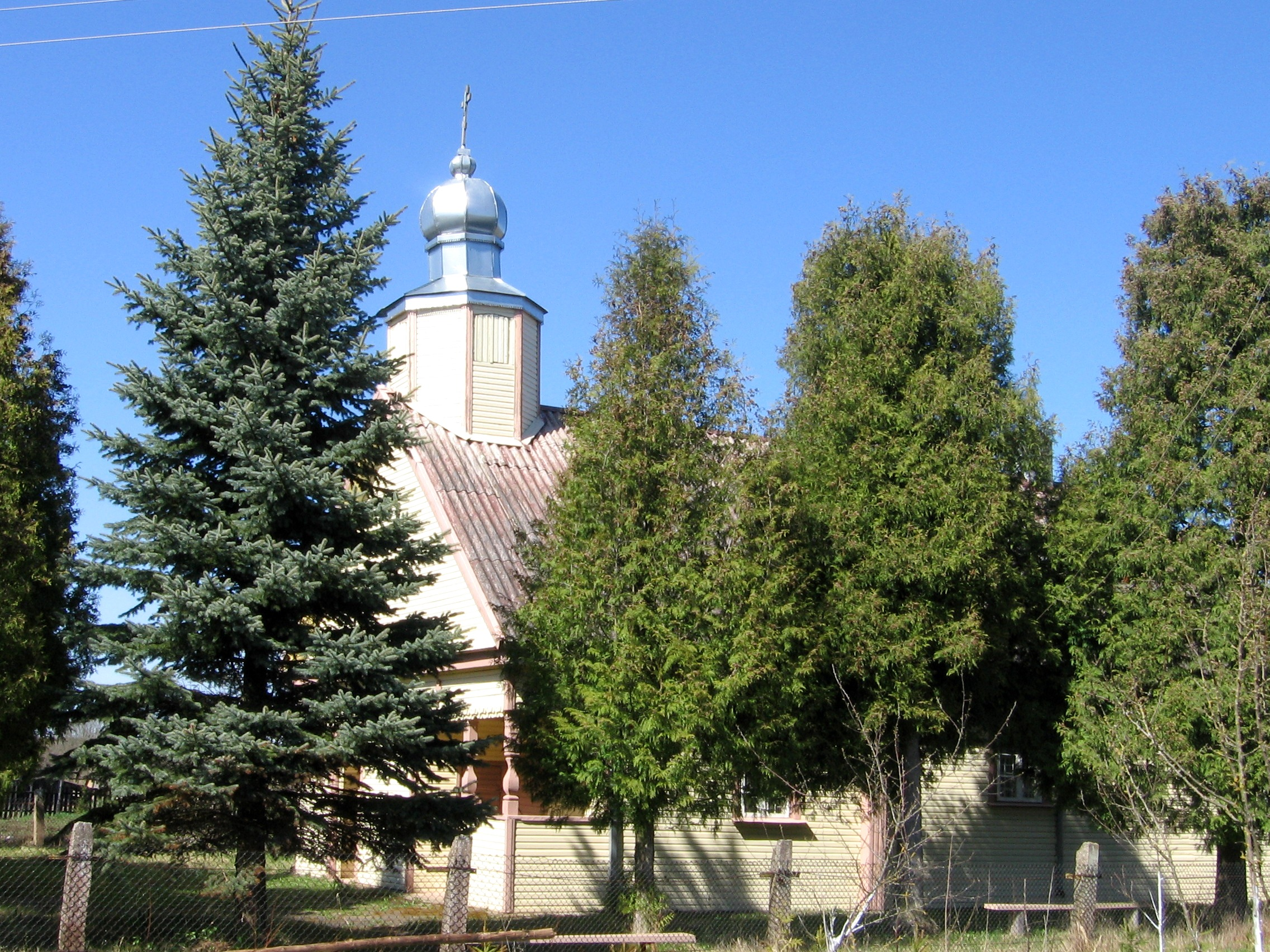
Kirche Baltromiškė

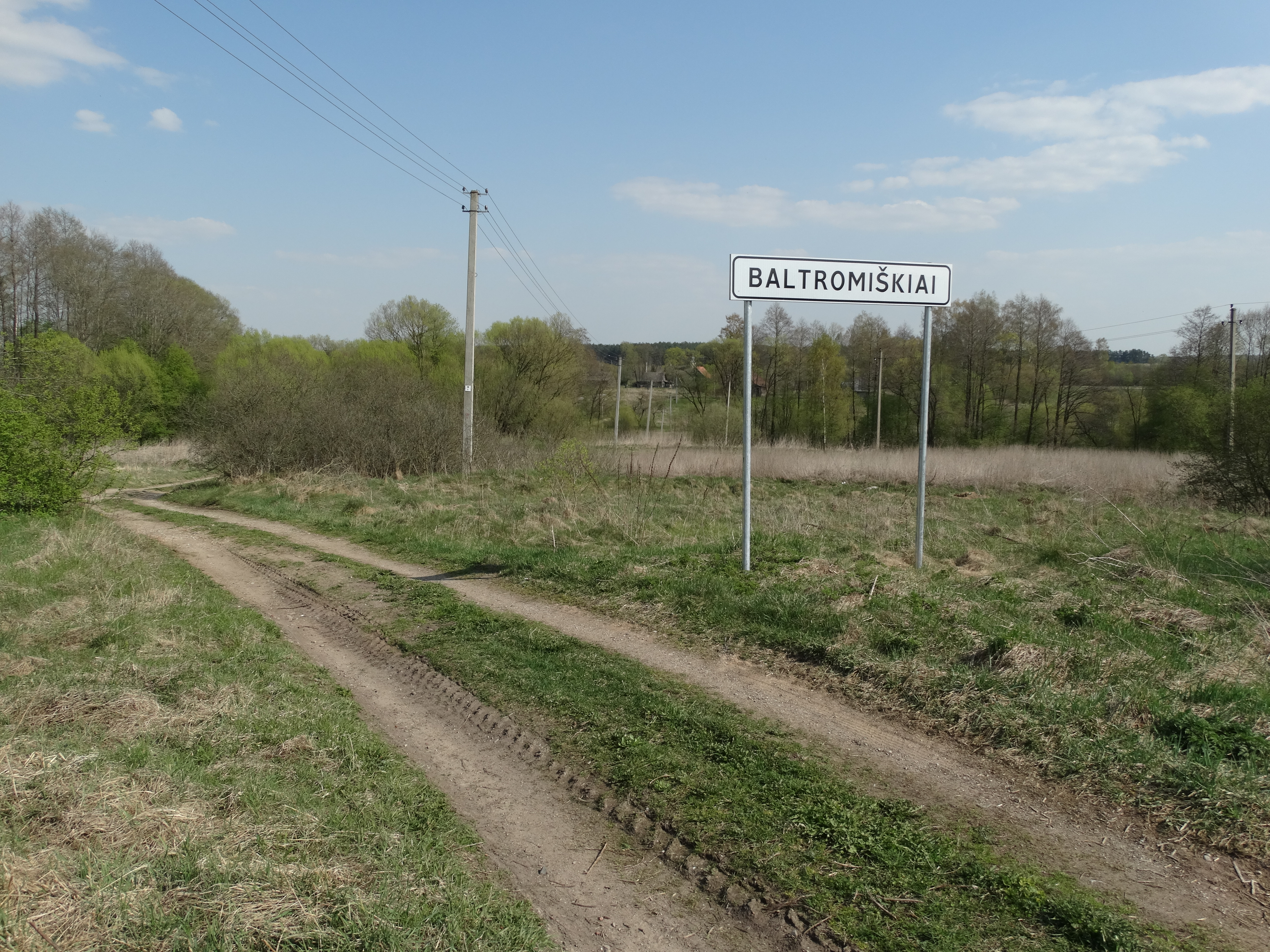
Am Dorfrand

Baltromiškė ist ein Dorf im Amtsbezirk Upninkai der Rajongemeinde Jonava, Litauen. Es gibt im Dorf die hölzerne Orthodoxe Kirche Baltromiškė und eine Kiesgrube. Der Friedhof der orthodoxen Pfarrgemeinde befindet sich im Dorf  Kunigiškiai.

## Geschichte
Seit der zweiten Hälfte des 19. Jahrhunderts leben hier Altorthodoxe. Sie bauten eine Pfarrkirche. 1909 gehörte das Dorf dem Bezirk Vilkmergė. 1937 hatte die Pfarrgemeinde etwa 1.500 Mitglieder. Gemäß Volkszählung im Jahr 2011 lebten 19 Einwohner hier.